# Agostiniane scalze
Le agostiniane scalze sono le monache dell'Ordine fondato da san Giovanni de Ribera nel 1596.

## Storia
Il primo monastero di agostiniane dell'osservanza "scalza" venne fondato dall'arcivescovo di Valencia Juan de Ribera (1533-1611): desideroso di avere una presenza carmelitana nella sua diocesi, nel 1571 prese contatti con madre Teresa di Gesù, che nel suo monastero stava introducendo la riforma che avrebbe portato alla nascita delle Carmelitane Scalze, ma non ottenne nessun risultato.
Il Ribera si rivolse allora alle canonichesse agostiniane del monastero di San Cristóbal: tre di loro, tra cui Dorotea Torrella Escrivana (considerata la cofondatrice delle Agostiniane Scalze), ed una novizia vennero inviate al monastero di San José di Avila dove ricevettero l'abito delle carmelitane scalze.
Il 25 gennaio del 1596, ad Alcoy, venne posta la prima pietra di quello che divenne il primo monastero di agostiniane scalze ed il 18 dicembre del 1597 le quattro religiose presero possesso del luogo.

## Carisma e diffusione
L'Ordine si è diffuso esclusivamente in Spagna.
Le agostiniane scalze hanno l'obbligo di osservare la Regola di Sant'Agostino e le costituzioni delle carmelitane scalze: dal loro fondatore hanno invece ereditato la particolare devozione eucaristica. Diversamente da quello che suggerisce il loro nome, non hanno alcuna relazione con l'ordine maschile degli agostiniani scalzi.
Al 31 dicembre 2005, dell'ordine facevano parte 31 tra monache e novizie e 4 monasteri (Alcoy, L'Olleria, Benigánim e Murcia).